# Doria (Cassano all'Ionio)
Doria è una frazione di Cassano all'Ionio, comune calabrese in provincia di Cosenza. Sorge a circa 54 metri sul livello del mare e gli abitanti sono 1.226.

## Storia
Doria è nata per richiesta di un nobile italo-spagnolo (Giovan Francesco Serra, Marchese di Cassano) all’allora viceré spagnolo, Ramiro Felipe Núñez de Guzmán, poiché gli venisse concesso di costruire un casale destinato all'agricoltura poco distante da Cassano. L'autorizzazione fu concessa il 28 Luglio 1642.

### Origine del nome
Giovan Francesco Serra sposò nel 1633 Maria Giovannetta Doria, appartenente alla famiglia dell'ammiraglio Andrea Doria. Proprio per onorare la moglie, chiamò il nuovo casale "Doria".

## Geografia
La frazione dista 7 km dal Comune di Cassano all'Ionio e 50 km dal capoluogo di provincia di Cosenza.
Dista 94 km dal capoluogo di regione (Catanzaro).

## Economia
L'economia Doriana verte prevalentemente sul settore primario. Fino ai primi anni del 1900, l'agricoltura era basata principalmente sulla coltivazione di cereali e ortaggi lasciando spazio alla raccolta della radice di liquirizia durante la preparazione dei terreni. Ad oggi diventa più rilevante la coltivazione di agrumi tra cui clementine ed arance. Inoltre dagli anni 1970-80 diventa sempre più intensiva la coltivazione di pescheti e Kiwi al punto di determinare un'esponenziale crescita del settore industriale dove gli stessi prodotti vengono lavorati per divenire oggetto di commercio nazionale ed internazionale.

## Tradizioni e folclore
- Tra i riti religiosi associati alla città, il più rappresentativo è la processione dedicata a San Domenico, santo protettore di Doria che risale alla metà del 1800, quando secondo la tradizione cattolica San Domenico salvò la città e le sue campagne da una devastante invasione di locuste. Le celebrazioni del 1 Giugno iniziano con la messa solenne, celebrata nella Chiesa di San Domenico ubicata in Piazza Roma e proseguono con la processione per le vie della città partendo da piazza Roma.
- Tra le tradizioni dei Doriani ricorre ogni vigilia del nuovo anno l'accensione del fuoco preparato dalla popolazione con l'auspicio che il nuovo anno possa essere migliore e che il fuoco possa lavare via le tristezze ed i malumori dell'anno precedente.Immagine "U Fucarazz" come da tradizione Doriana acceso ogni Vigilia Di Capodanno in segno di buon auspicio.

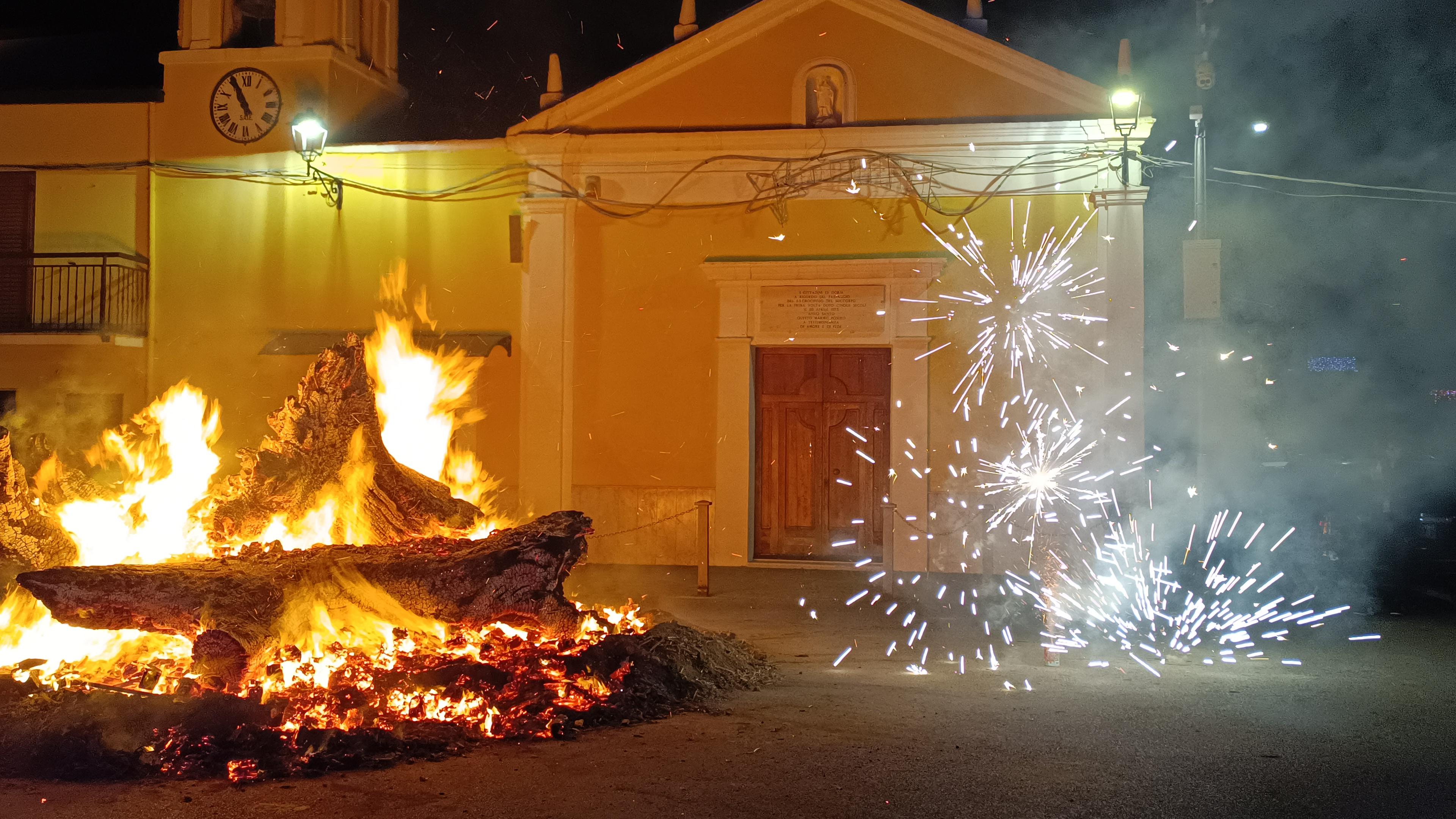
Immagine "U Fucarazz" come da tradizione Doriana acceso ogni Vigilia Di Capodanno in segno di buon auspicio.

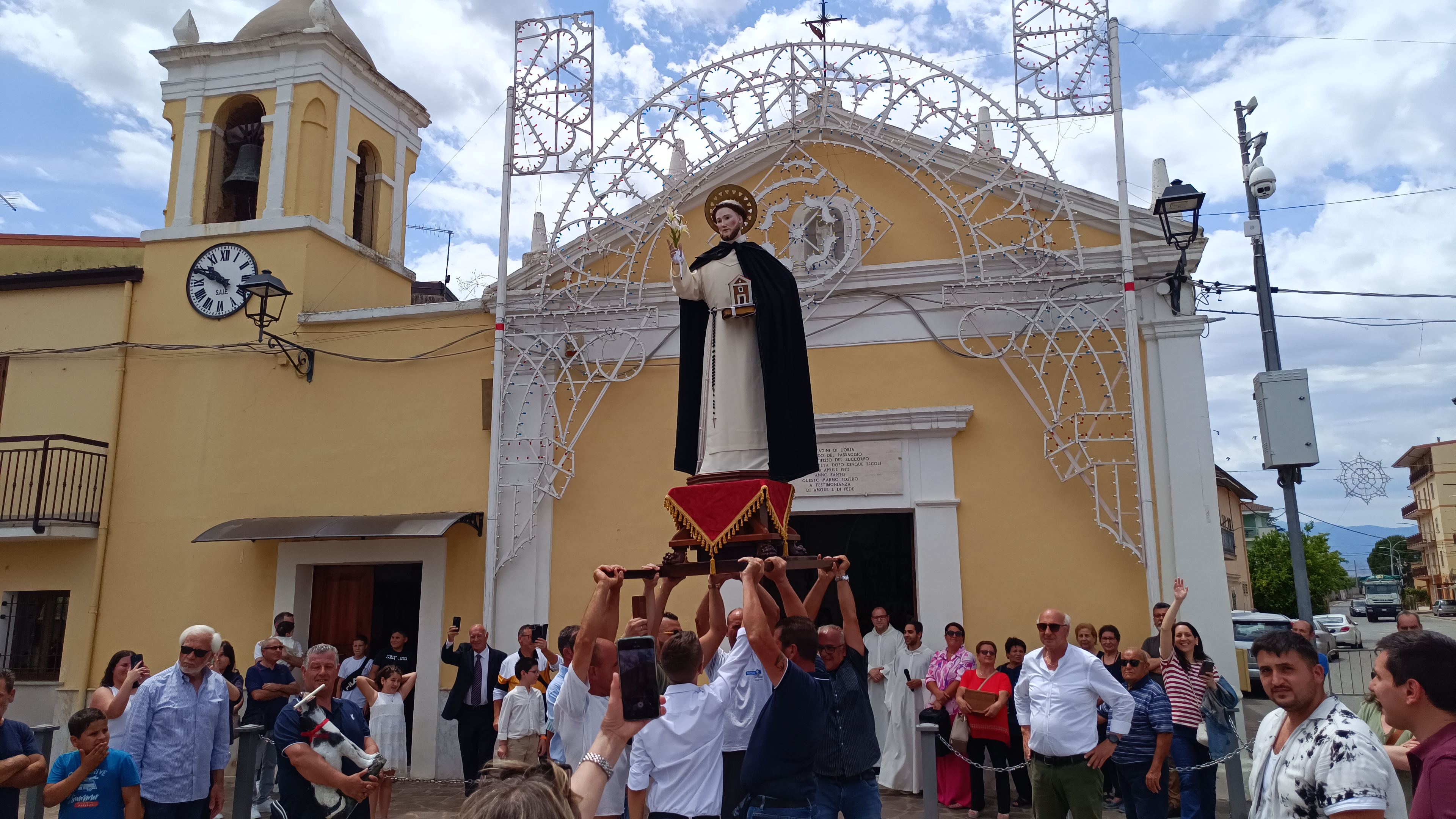
Immagine della festa Patronale di San Domenico durante il Primo Giugno del 2024. La statua che attraversa la piazza di Doria.

## Monumenti e luoghi d'interesse
- La Chiesa di San Domenico sita in Piazza Roma, dedicata al Santo Patrono San. Domenico;
- L'Acquedotto Romano che alimentava la ruota del Frantoio sito in Contrada Morzidoso;
- Località Torre della Chiesa;
- Fontana di Pozzo Baldanza.

## Società

### Evoluzione demografica

#### Abitanti censiti
Fonte:
|          | 1975  | 1990  | 2000 | 2015 |
| -------- | ----- | ----- | ---- | ---- |
| Abitanti | 1.295 | 1.135 | 961  | 917  |